# Сърп и чук
Сърпът и чукът (☭) са символ на комунизма и комунистическите политически партии. Сърпът е наложен върху чука. Двете сечива символизират съответно селячеството и градския (и в друг смисъл работещ в индустрията, заводите, промишлен) пролетариат, а изобразени заедно подчертават единството на селяните и работниците.
Символът (на руски език серп и молот) е известен с присъствието си в червения флаг на СССР от 1923 г. (узаконен от конституцията през 1924 г.) до разпадането му, както и върху герба на Съветския съюз изобразяващ наложения сърп и чук върху Източното полукълбо. Друг знак изобразяван върху червен флаг е червена звезда (петолъчка).
Емблемата е създадена в Съветския съюз и заедно с петолъчката са международна емблема на комунистическия интернационал, тоест на почти всички комунисти, без значение дали са ориентирани към Съветския съюз като пример или не.

## Галерия
- Гербът на СССР е наложен върху Евразия.
- Второто знаме на СССР.
- Знамето на Ангола.
- Знаме на Китайската комунистическа партия.
- Логото на Четвъртия интернационал.